# Sonia Herman Dolz
Sonia Herman Dolz (nascuda el 15 de novembre de 1962 a Madrid) és una directora de cinema, guionista i documentalista holandesa, que va guanyar fama internacional l'any 1993 amb el seu documental "Romance de Valentía" sobre la tauromàquia espanyola.

## Vida i obra
Dolz és filla de l'economista txec-peruà Herman Dolz i de l'artista visual Dora Dolz, que va arribar amb els seus pares als Països Baixos als tres anys. Va créixer a Rotterdam i va estudiar llengua i literatura espanyoles a la Universitat de Leiden. També va estudiar cinema i direcció a la Free Academy de La Haia, on es va graduar el 1994.
Des de 1993 treballa com a cineasta, guionista, fotògrafa i ocasionalment com a productora, càmera-dona i so-dona. Entre 1993 i 1996 també va treballar com a documentalista per al programa VPRO Diogenes, i des de llavors treballa en les seves pròpies pel·lícules.
L'any 1993, va arrabassar internacionalment amb el seu primer llargmetratge documental "Romance de Valentía" sobre la tauromàquia espanyola, premiat en diversos festivals de cinema europeus. La seva pel·lícula "Lágrimas negras" (1997) sobre la banda cubana de veterans Vieja Trova Santiaguera, va guanyar múltiples premis, i anticipada a Buena Vista Social Club de Wim Wenders, (1999). Els documentals posteriors de Sonia inclouen "The Master and His Pupil" sobre el director d'orquestra rus Valeri Gerguiev, i retrats fílmics de la cantant folk holandesa Frédérique Spigt, i la mare de Sonia, l'artista Dora Dolz.
L'obra de Sonia és distingida diverses vegades, entre d'altres, amb el Premi Especial del Jurat Gouden Kaf l'any 1998; com a millor documental al Festival d'Or de Praga 2003; com a millor documental al Festival Internacional de Cinema de Bergen el 2004; i amb el Pendrecht Culture Prize el 2007 a Rotterdam.

## Honors
Romance de Valentía, 1993
- Golden Hugo al millor documental, Festival Internacional de Cinema de Chicago, 1994
- Millor documental, Festróia Festival Internacional de Cinema de Tróia, Portugal, 1994
- Certificat de mèrit, Festival Internacional de Cinema de San Francisco, 1994

Lágrimas Negras, 1997
- Gouden Kaf, Premi Especial del Jurat, Festival de Cinema dels Països Baixos, 1998
- Gouden Beeld 'Premi de l'Acadèmia', Fundació del Premi de l'Acadèmia dels Països Baixos, 1999
- Holland Film Award, 1999
- Golden Plaque, Festival Internacional de Cinema de Chicago, 1998
- Premi del públic i premi Silver Spire, Festival Internacional de Cinema de San Francisco, 1998
- Premi del públic, Chicago Latino Film Festival, 1999

Yo soy así, 2000
- Gran Premi al Millor Llargmetratge Documental, Festival Internacional de Documentals Encontros Internacionais Cinema, Lisboa, 2000
- Premi de l'Associació de Cinematògrafs, Festival Internacional de Documentals Encontros Internacionais Cinema, Lisboa, 2000
- Premi F.A.D. d'Arts Parateatrals, Barcelona, 2000

Master and His Pupil, 2003
- Premi d'Or de Praga al millor documental, Festival Internacional de Televisió, Praga, 2003
- Millor documental, Festival de Cinema de Tribeca, Nova York, 2004
- Gouden Beeld 'Premi de l'Acadèmia', Fundació del Premi de l'Acadèmia dels Països Baixos, 2004
- Millor documental, Festival Internacional de Cinema de Bergen, Noruega, 2004
- Premi AQCC (Associació de Crítics de Quebec) / Premi AQCC, Festival du Nouveau Cinéma, Montreal, 2004

## Filmografia, una selecció
- 1993: Romance de Valentía (Only The Brave)
- 1997. Lágrimas Negras (Black Tears)
- 2000. Yo Soy Así (This Is Me)
- 2003. The Master and His Pupil
- 2004. Mans genoeg
- 2004. She Came To Win
- 2006. Portrait of Dora Dolz
- 2009. Blanco - The Hidden Language of the Soul
- 2010. All My Tomorrows
- 2012. De balletmeesters
- 2015. Conducting Boijmans